# Allen Schindler
Allen Schindler, właśc. Allen R. Schindler Jr. (ur. 13 grudnia 1969 w Chicago Heights, zm. 27 października 1992 w Sasebo) – amerykański radiooperator w stopniu petty officer 3rd class w US Navy, zamordowany z powodu orientacji homoseksualnej.
Do zabójstwa doszło 27 października 1992 w publicznej toalecie na terenie parku w japońskim mieście Sasebo. W tamtejszym porcie przebywał okręt, na którym Schindler odbywał służbę marynarską. Zabójstwa z głębokimi obrażeniami ciała dokonali dwaj koledzy z załogi: Terry M. Helvey i Charles Vins. Sprawa zabójstwa stała się kulminacyjnym wydarzeniem w toczącej się debacie na temat obecności ujawnionych żołnierzy homoseksualistów w amerykańskim wojsku. Zabójstwo Schindlera miało pośredni wpływ na wprowadzenie polityki don’t ask, don’t tell.

## Kariera
Urodził się i wychowywał w Chicago Heights w stanie Illinois. Karierę jako marynarz rozpoczął w 1991 roku, po skończeniu liceum. Został przydzielony do służby na lotniskowcu USS „Midway”. Nie czuł potrzeby ukrywania swojego homoseksualizmu, a załoga statku była tolerancyjna. Pod koniec 1991 roku został przeniesiony jako radiooperator na okręt desantowy USS „Belleau Wood”, stacjonujący w Sasebo w prefekturze Nagasaki.
Według kilku jego przyjaciół Schindler narzekał parokrotnie na molestowanie psychiczne i fizyczne spowodowane jego orientacją seksualną. Na przełomie marca i kwietnia 1992 roku miało dochodzić do zaklejania szafek, w których leżały jego rzeczy osobiste. W jego obecności część załogi dopuszczała się homofobicznych komentarzy, na przykład: „Jest pedał na tym statku i powinien umrzeć”.
Schindler rozpoczął proces opuszczenia US Navy, ale jego przełożeni chcieli, aby pozostał na macierzystym okręcie aż do zakończenia tego procesu. Chociaż Schindler wiedział, że jego bezpieczeństwo jest zagrożone, posłuchał rozkazu.

## Morderstwo
Zabójca Schindlera – dwudziestojednoletni Terry M. Helvey – zajmował na „Belleau Wood” stanowisko w wydziale meteorologicznym. Wieczorem 27 października 1992 roku Helvey z kolegą, Vinsem, kupił kilka butelek wódki i wina oraz sześciopak piwa; miał zamiar pić alkohol w parku, niedaleko stacjonującej jednostki. Mężczyźni zauważyli spacerującego radiooperatora. Vins zeznawał w sądzie, że był biernym obserwatorem pobicia Schindlera. Mężczyźni weszli za radiooperatorem do publicznej toalety. Helvey uderzył Schindlera pięścią w twarz, gdy ten oddawał mocz, a następnie został przez nich dotkliwie pobity. Przypadkowy świadek zdarzenia, Jonathan W., zeznał przed sądem, że widział, jak Helvey skacze po ciele Schindlera.
Krzyki i odgłosy bicia dobiegające z toalety słychać było w promieniu kilkudziesięciu metrów. Jeden z marynarzy i podoficer zaalarmowali patrol US Navy, ponieważ myśleli, że w toalecie jakaś para uprawia seks. Helvey ze wspólnikiem uciekli z miejsca zbrodni przed pojawieniem się patrolu, który zastał Schindlera żyjącego, ale nieprzytomnego i plującego krwią. Patrolujący natychmiast po ujrzeniu Schindlera wezwali karetkę pogotowia, a jeden z nich rozpoczął resuscytację. Karetka została skierowana w okolice Mostu Albuquerque, kilkadziesiąt metrów od parku, z powodu braku możliwości dojazdu. Członkowie patrolu wraz z naocznym świadkiem przenieśli rannego Schindlera do karetki.

## Śmierć
Schindler, znajdujący się w krytycznym stanie, przestał oddychać. W chwili przywiezienia do szpitala miał zmiażdżoną głowę, 8 złamanych żeber, obrażenia klatki piersiowej i brzucha, liczne siniaki na szyi, mocno zdeformowaną twarz, uniemożliwiającą identyfikację, złamany nos i górną szczękę, poszarpane prącie. Sekcja zwłok wykazała, że prawie każdy wewnętrzny narząd w organizmie był zniszczony w dużym stopniu. Identyfikacji ciała dokonała matka i siostra Schindlera. Najbliższa rodzina była w stanie zidentyfikować go wyłącznie przez tatuaż znajdujący się na jego ramieniu.

## Komunikat US Navy i opinia patologa sądowego
Po morderstwie Schindlera, US Navy wydała komunikat, w którym zaprzeczyła, jakoby kiedykolwiek otrzymała skargi o molestowaniu radiooperatora, odmówiła publicznego wypowiadania się w sprawie i po informacje o zabójstwie kierowała do japońskiej policji.
Patolog sądowy porównał obrażenia Schindlera do tych, które ponoszą ofiary stratowane przez konie. Uszkodzenia ciała były podobne do tych, które występują u osób zmarłych w wyniku wypadku samochodowego z wysoką prędkością jazdy lub wypadku samolotu z niską prędkością.

## Sprawa sądowa
Podczas sprawy sądowej Helvey zaprzeczył, jakoby zabił Schindlera z powodu jego orientacji seksualnej. Badania przeprowadzone przez śledczych i zebrane dowody przeczyły zeznaniom Helveya. Badacz Kennon F. Privette ujawnił stenogram z przesłuchania oskarżonego dzień po morderstwie. Helvey wyznał w nim, że nienawidzi homoseksualistów i czuje do nich obrzydzenie. Po zabiciu Schindlera, Helvey miał powiedzieć: „Nie żałuję. Zrobiłbym to jeszcze raz. Zasłużył na to”.
Sąd skazał Helveya na maksymalny wymiar kary – dożywotnie pozbawienie wolności – za zadanie dużego uszczerbku na zdrowiu. Początkową karą miał być wyrok śmierci. Helvey odsiaduje karę w FCI Greenville w stanie Illinois pod numerem osadzonych 13867-045. Wspólnikowi Helveya, Charlesowi Vinsowi, sąd postawił zarzuty niezgłoszenia popełnienia morderstwa oraz trzy inne przestępstwa. Sąd skazał Vinsa jedynie na 78-dniową karę pozbawienia wolności w zamian za złożenie zeznań przeciwko Helveyowi.

## Telewizja
Sprawa morderstwa Schindlera została przedstawiona w jednym z odcinków programu telewizji CBS – 20/20. W 1997 roku powstał film telewizyjny Prawda o moim synu, który rok później zdobył nagrodę GLAAD Media Awards.